# Giro di Campania 1938
Il Giro di Campania 1938, dodicesima edizione della corsa, si svolse in due tappe dal 20 al 21 aprile 1938 su un percorso di 428 km con partenza e arrivo a Napoli. Fu vinto dall'italiano Giuseppe Olmo, che completò il percorso in 14h28'00" precedendo in classifica i connazionali Vasco Bergamaschi e Learco Guerra. Conclusero la prova, organizzata dal quotidiano Roma e aperta a professionisti e indipendenti, 30 dei 44 ciclisti al via.

## Percorso
Il percorso era suddiviso in due tappe. La prima tappa, di 230 km, prese il via da Napoli e attraversò nell'ordine Capodichino, Melito di Napoli, Grumo Nevano, Frattamaggiore, Casoria, Caivano, Caserta (km 41,7), Santa Maria Capua Vetere, Sant'Angelo in Formis, Caiazzo (190 m s.l.m.), Ruviano, Amorosi, San Salvatore Telesino, Cerreto Sannita (km 93), Guardia Sanframondi, San Lupo (500 m s.l.m.), Campolattaro, Fragneto Monforte, Benevento (km 146,1), San Giorgio del Sannio, Campanarello, il passo di Serra (585 m s.l.m., punto più alto di giornata), Pratola Serra (km 182,7), Atripalda, Contrada e Baronissi, concludendosi su Via Lungomare a Salerno. La seconda tappa, di 198 km, si caratterizzò per le salite sui Monti Picentini e irpini; dopo il via da Salerno, transitò nell'ordine per Battipaglia, Acerno (km 44,5), il Passo delle Croci di Acerno (839 m s.l.m.), Montella (km 59,3), Ponteromito, Montemarano (820 m s.l.m.), Castelvetere sul Calore, Chiusano di San Domenico, Atripalda (km 100,8), Serino, Solofra, Montoro, Contrada, Avellino (km 139,1), il Passo di Monteforte Irpino (645 m s.l.m.) e da qui in discesa per i diversi comuni lungo la Strada nazionale delle Puglie (Mugnano del Cardinale, Baiano, Cimitile, Marigliano, Brusciano, Pomigliano d'Arco); l'ultimo strappo alla Doganella precedette il traguardo posto al Campo sportivo dell'Arenaccia a Napoli.

## Tappe
| Tappa  | Data      | Percorso         | km  | Vincitore di tappa | Leader cl. generale |
| ------ | --------- | ---------------- | --- | ------------------ | ------------------- |
| 1ª     | 20 aprile | Napoli > Salerno | 230 | Giuseppe Olmo      | Giuseppe Olmo       |
| 2ª     | 21 aprile | Salerno > Napoli | 198 | Adolfo Leoni       | Giuseppe Olmo       |
| Totale | Totale    | Totale           | 428 |                    |                     |

## Squadre e corridori partecipanti
Parteciparono alla prova le principali squadre d'industria attive nella stagione 1938 – Bianchi, Legnano, Ganna, Fréjus e Lygie – oltre a numerosi ciclisti indipendenti, per un totale di 44 atleti al via. Assenti tra gli "assi" i soli Gino Bartali e Aldo Bini, i principali favoriti per la vittoria finale erano identificati in Mario Vicini (Lygie), Enrico Mollo (Fréjus), Giuseppe Olmo (Bianchi), Pierino Favalli e Learco Guerra (Legnano).

## Dettagli delle tappe

### 1ª tappa
- 20 aprile: Napoli > Salerno – 230 km

Risultati
| Pos. | Corridore         | Squadra | Tempo    |
| ---- | ----------------- | ------- | -------- |
| 1    | Giuseppe Olmo     | Bianchi | 7h18'45" |
| 2    | Vasco Bergamaschi | Bianchi | s.t.     |
| 3    | Pierino Favalli   | Legnano | a 3'08"  |

| Pos. | Corridore         | Squadra | Tempo    |
| ---- | ----------------- | ------- | -------- |
| 1    | Giuseppe Olmo     | Bianchi | 7h18'45" |
| 2    | Vasco Bergamaschi | Bianchi | s.t.     |
| 3    | Pierino Favalli   | Legnano | a 3'08"  |

Descrizione e riassunto
In 44 si presentarono al via di Napoli. Dopo 230 km, sul traguardo di Salerno, si giocarono la vittoria in due: Olmo e Bergamaschi; il corridore di Celle Ligure si impose con uno scarto di 10 metri; a 3'08" il gruppetto dei primi inseguitori regolato da Pierino Favalli. Tre furono gli abbandoni: Glauco Servadei, Andrea Lodi, Giovanni Zandonà.

### 2ª tappa
- 21 aprile: Salerno > Napoli – 198 km

Risultati
| Pos. | Corridore     | Squadra | Tempo    |
| ---- | ------------- | ------- | -------- |
| 1    | Adolfo Leoni  | Bianchi | 7h09'55" |
| 2    | Learco Guerra | Legnano | s.t.     |
| 3    | Giuseppe Olmo | Bianchi | s.t.     |

| Pos. | Corridore         | Squadra | Tempo     |
| ---- | ----------------- | ------- | --------- |
| 1    | Giuseppe Olmo     | Bianchi | 14h28'40" |
| 2    | Vasco Bergamaschi | Bianchi | s.t.      |
| 3    | Learco Guerra     | Legnano | a 3'08"   |

Descrizione e riassunto
Seconda e ultima tappa di questa edizione del Giro di Campania. Al via di Salerno non presero il via sei corridori (Pasquale Carbone, Antonio D'Amore, Vladimiro Lazzarini, Edoardo Taddei, Nello Taddei, Edmondo Toccaceli). Nel corso della frazione si ritirarono altri cinque corridori (Carlo Castagnoli, Remo Cerasa, Gilberto De Paolis, Giuseppe Lamonea, Ruggero Moro). A Napoli, in una volata a ranghi compatti, Adolfo Leoni precedette di mezza ruota Guerra e di una ruota Olmo; per via dei migliori piazzamenti, Olmo, con lo stesso tempo di Bergamaschi, vinse la classifica generale.

## Classifiche finali

### Classifica generale
| Pos. | Corridore         | Squadra | Tempo     |
| ---- | ----------------- | ------- | --------- |
| 1    | Giuseppe Olmo     | Bianchi | 14h28'40" |
| 2    | Vasco Bergamaschi | Bianchi | s.t.      |
| 3    | Learco Guerra     | Legnano | a 3'48"   |
| 4    | Pierino Favalli   | Legnano | s.t.      |
| 5    | Mario Vicini      | Lygie   | s.t.      |
| 6    | Enrico Mollo      | Fréjus  | a 7'57"   |
| 7    | Quirico Bernacchi | -       | s.t.      |
| 8    | Aimone Landi      | Lygie   | a 9'30"   |
| 9    | Adriano Vignoli   | Bianchi | s.t.      |
| 10   | Secondo Magni     | Legnano | a 10'35"  |